# Lucian Boia

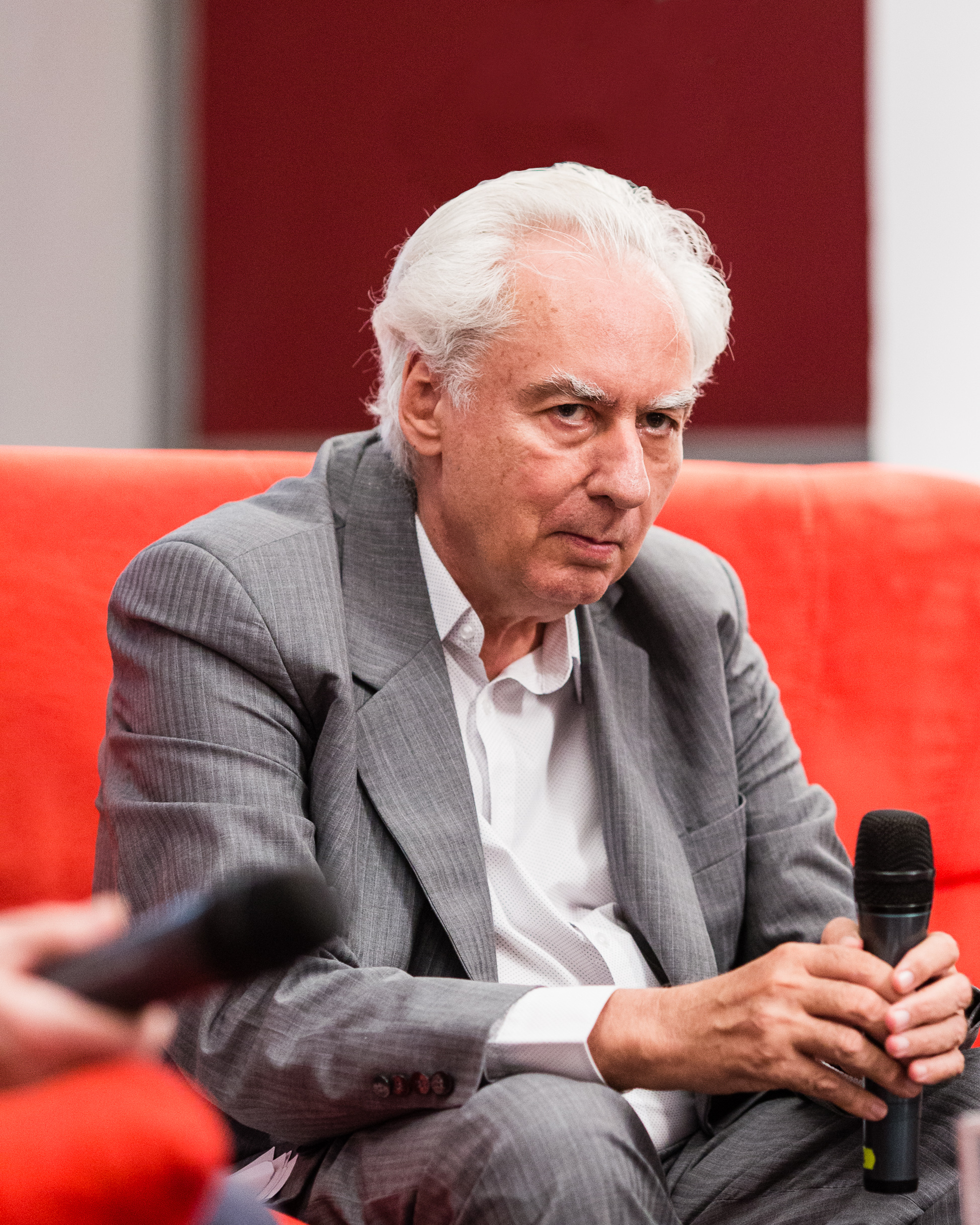
Lucian Boia (2019)

Lucian Boia (* 1. Februar 1944 in Bukarest, Rumänien) ist ein rumänischer Historiker und Autor.

## Leben
Boia studierte an der Universität Bukarest und lehrte dort seit 1990 Geschichte. Er ist Leiter des von ihm gegründeten „Instituts für Stereotypenforschung“. In zahlreichen Veröffentlichungen (z. B. „Geschichte und Mythos“ oder „Warum ist Rumänien anders?“) kritisierte er zumeist nationalistische Mythen und Dogmen der rumänischen Geschichtsschreibung und kämpfte gegen deren anhaltende Verbreitung in Schulbüchern („Lehrbuch-Skandal“, 1999).
Boia beschäftigte sich auch mit der Frage außerirdischen Lebens auf dem Mars und unterstützte 2009 die Präsidentschaftskandidatur des Historikers Crin Antonescu.

## Veröffentlichungen (Auswahl)
- Istorie şi mit în conştiinţa românească. Humanitas, Bukarest 1997, ISBN 973-28-0987-6.
  - deutsch: Geschichte und Mythos. Über die Gegenwart des Vergangenen in der rumänischen Gesellschaft (= Studia Transylvanica. 30). Böhlau, Köln u. a. 2003, ISBN 3-412-18302-4.
- Romania. Borderland of Europe. Reaktion Books Ltd., London 2001, ISBN 1-86189-103-2.
- Tragedia Germaniei. 1914–1945. Humanitas, Bukarest 2010, ISBN 978-973-50-2775-9.
  - deutsch: Die deutsche Tragödie 1914–1945. Übersetzung aus dem Rumänischen von Georg Aescht. Schiller Verlag, Bonn u. a. 2017, ISBN 978-3-944529-96-7.
- Primul Război Mondial. Controverse, paradoxuri, reinterpretări. Humanitas, Bukarest 2014, ISBN 978-973-50-4416-9.
  - deutsch: Der Erste Weltkrieg. Kontroversen, Paradoxa, Neudeutungen. Schiller Verlag, Bonn u. a. 2016, ISBN 978-3-944529-78-3.